# بيرثا آلين
بيرثا آلين (بالإنجليزية: Bertha Allen)‏‏ (1934 في كندا - 7 مايو 2010 ) ناشِطة من كندا.